# Jules Buysse
Pour les articles homonymes, voir Buysse.
Jules Buysse (né le 13 août 1901 à Wontergem et mort le 31 décembre 1950) est un coureur cycliste belge. Professionnel de 1925 à 1932, il a remporté la première étape du Tour de France 1926 et a porté le maillot jaune pendant deux jours. Son frère Lucien a remporté l'épreuve cette année-là. Ses frères Marcel et Cyriel ont également été coureurs professionnels, de même que ses neveux Marcel, Norbert et Albert.

## Palmarès
- 1926
  - 1re étape du Tour de France
  - 9e de Paris-Bruxelles
  - 9e du Tour de France

## Résultats sur les grands tours

### Tour de France
3 participations
- 1925 : 15e
- 1926 : 9e, vainqueur de la 1re étape,  maillot jaune pendant 2 jours.
- 1932 : 40e